# نهائي كأس أوروبا 1977
نهائي كأس أوروبا 1977 هي مباراة كرة القدم أقيمت في ملعب أولمبيكو، في روما في 25 مايو 1977، فاز فيها نادي ليفربول على نادي بوروسيا مونشنغلادباخ 3-1.